# Yezoceryx nigroscutatus
Yezoceryx nigroscutatus är en stekelart som beskrevs av Wang 1982. Yezoceryx nigroscutatus ingår i släktet Yezoceryx och familjen brokparasitsteklar. Inga underarter finns listade i Catalogue of Life.